# Driven to Tears
Driven to Tears ist ein von Sting geschriebener Song, der von The Police auf ihrem 1980er Album Zenyattà Mondatta veröffentlicht wurde. Obwohl nicht als Single veröffentlicht, erreichte der Song Platz 35 in der Billboard Mainstream Rock Tracks–Tabelle. Die politischen Untertöne des Liedes markieren den Beginn des politischen Aktivismus, der später in der Musik von Sting wiederkehren würde.

## Text
Das Thema des Liedes ist die Kluft zwischen Arm und Reich. Es war eines der ersten von The Police veröffentlichten Lieder zu politischen Themen. Sting wurde inspiriert, das Lied 1979 während einer Tournee in den USA zu schreiben, als er die Notlage hungernder Kinder in Biafra im Fernsehen gesehen hatte. Sting gab an, dass der Titel und das Lied zu ihm kamen, weil er von der Show buchstäblich zu Tränen gerührt wurde. Das Lied stellt Fragen, findet aber keine Antworten. Eine Zeile des Liedes bezieht sich darauf, dass sich die Leute die Technologie leisten können, um fernzusehen, aber nicht das Essen für die hungernden Kinder.

## Komposition
Der Song ist in A-Moll geschrieben. Es enthält ein Gitarrensolo von Andy Summers, eines seiner wenigen Soli auf Zenyatta Mondatta. Die Autorin Erica Starr beschrieb Stewart Copelands Schlagzeug als „kantig“ und „synkopisch“. Der Rolling Stone-Kritiker David Fricke bezeichnet Driven to Tears als „grüblerisch“.
Der Allmusic-Kritiker Chris True hält Summers’ kurzes Gitarrensolo für eines seiner besten. Summers selbst betrachtete Driven to Tears als einen der besten Songs, die Sting schrieb und die „das Fleisch“ von Zenyatta Mondatta bildeten.

## Besetzung
- Sting – Bassgitarre, Gesang
- Andy Summers – Gitarre
- Stewart Copeland – Schlagzeug